# Аржанс
Аржанс (фр. Argences) насеље је и општина у северној Француској у региону Доња Нормандија, у департману Калвадос која припада префектури Кан.
По подацима из 2011. године у општини је живело 3.564 становника, а густина насељености је износила 365,16 становника/km². Општина се простире на површини од 9,76 km². Налази се на средњој надморској висини од 44 метара (максималној 74 m, а минималној 2 m).

## Демографија
| 1962. | 1968. | 1975. | 1982. | 1990. | 1999. | 2011. |
| ----- | ----- | ----- | ----- | ----- | ----- | ----- |
| 1.584 | 1.802 | 2.215 | 3.000 | 3.048 | 3.241 | 3.564 |

График промене броја становника у току последњих година